# Donnelly River
Donnelly River, ook wel Donnelly River Village of Wheatley genoemd, is een historisch vakantiedorp in de regio South West in West-Australië.

## Geschiedenis
In 1831 ontdekte luitenant William Preston als eerste Europeaan de rivier de Donnelly. James Stirling zou de rivier later haar naam geven. Het is niet zeker of hij ze naar zijn schoonbroer Ross Donnelly Mangles noemde, of naar admiraal Ross Donnelly naar wie Mangles werd vernoemd. Preston was trouwens de schoonbroer van Mangles want getrouwd met de zus van de vrouw van Stirling.
Rond 1912 vestigde Thomas Wheatley een houtzaagmolen in de nabijheid van de rivier. De molen werd later door de gebroeders Bunning overgenomen en 'Donnelly River mill' genoemd. In 1950 financierde de 'State Housing Commission' de bouw van huizen voor de werknemers van de molen en vroeg de overheid om er een dorp te stichten. In 1956 werd het dorp officieel gesticht en Wheatley genoemd. Het dorp werd in de volksmond echter Donnelly River genoemd.
In 1978 legde het 'Forests Department' de houtzaagmolen voorgoed stil omdat hij niet efficiënt genoeg was. Normaal gezien werd de machinerie naar elders verhuisd maar die was zo verouderd dat alles bleef staan. Vanaf de jaren 1980 werden de molen en het dorp een vakantiebestemming. In het begin van de 21e eeuw werd de plaats als erfgoed erkend.

## Beschrijving
Donnelly River maakt deel uit van het lokale bestuursgebied (LGA) Shire of Nannup, waarvan Nannup de hoofdplaats is.
In 2016 telde het vakantiedorp 5 permanente inwoners.
Donnelly River ligt halverwege het 1.000 kilometer lange Bibbulmunwandelpad.

## Ligging
Donnelly River ligt langs de Donnelly, 280 kilometer ten zuiden van Perth, 60 kilometer ten noorden van Pemberton en 30 kilometer ten zuidoosten van Nannup.

## Galerij

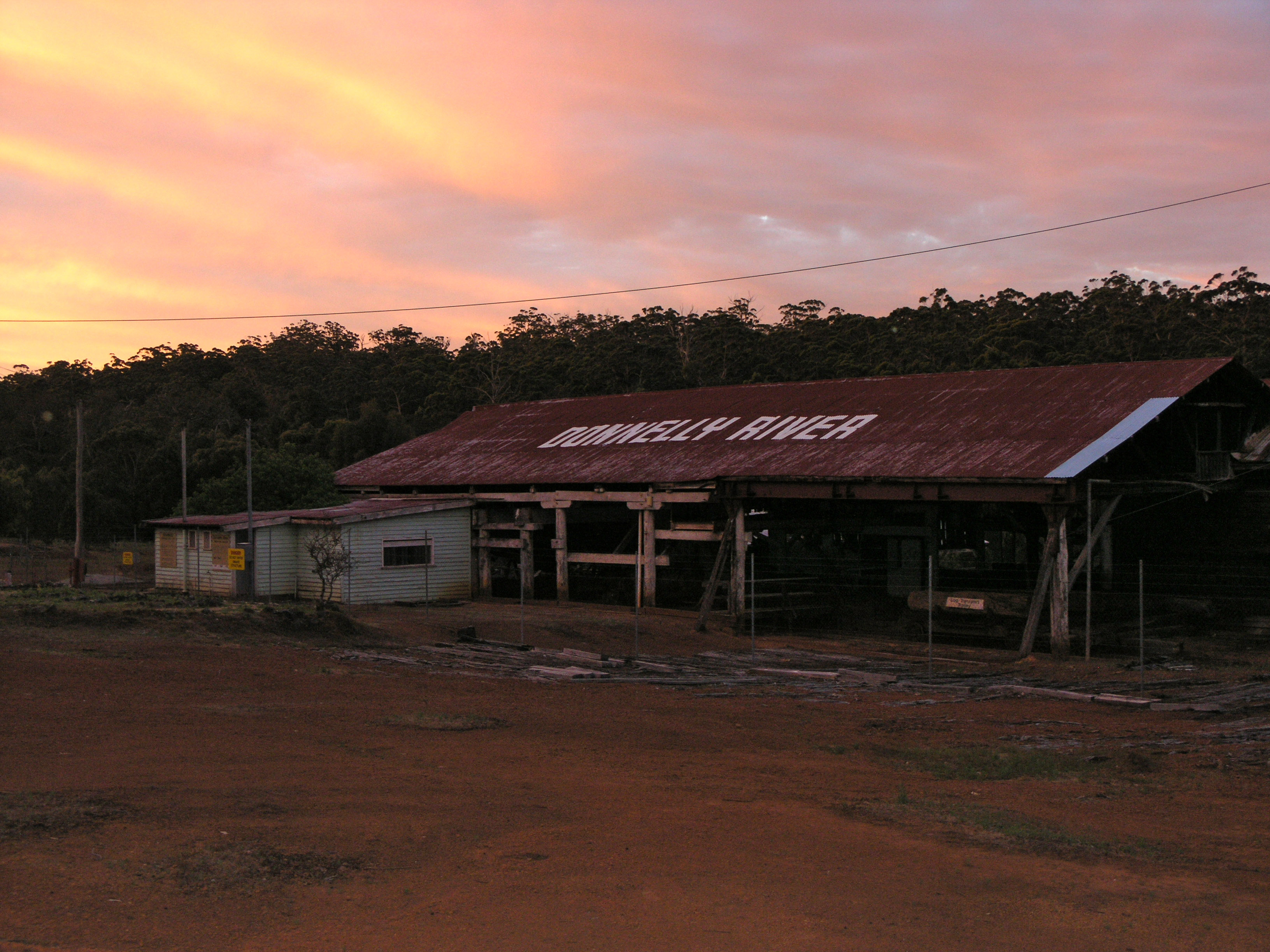
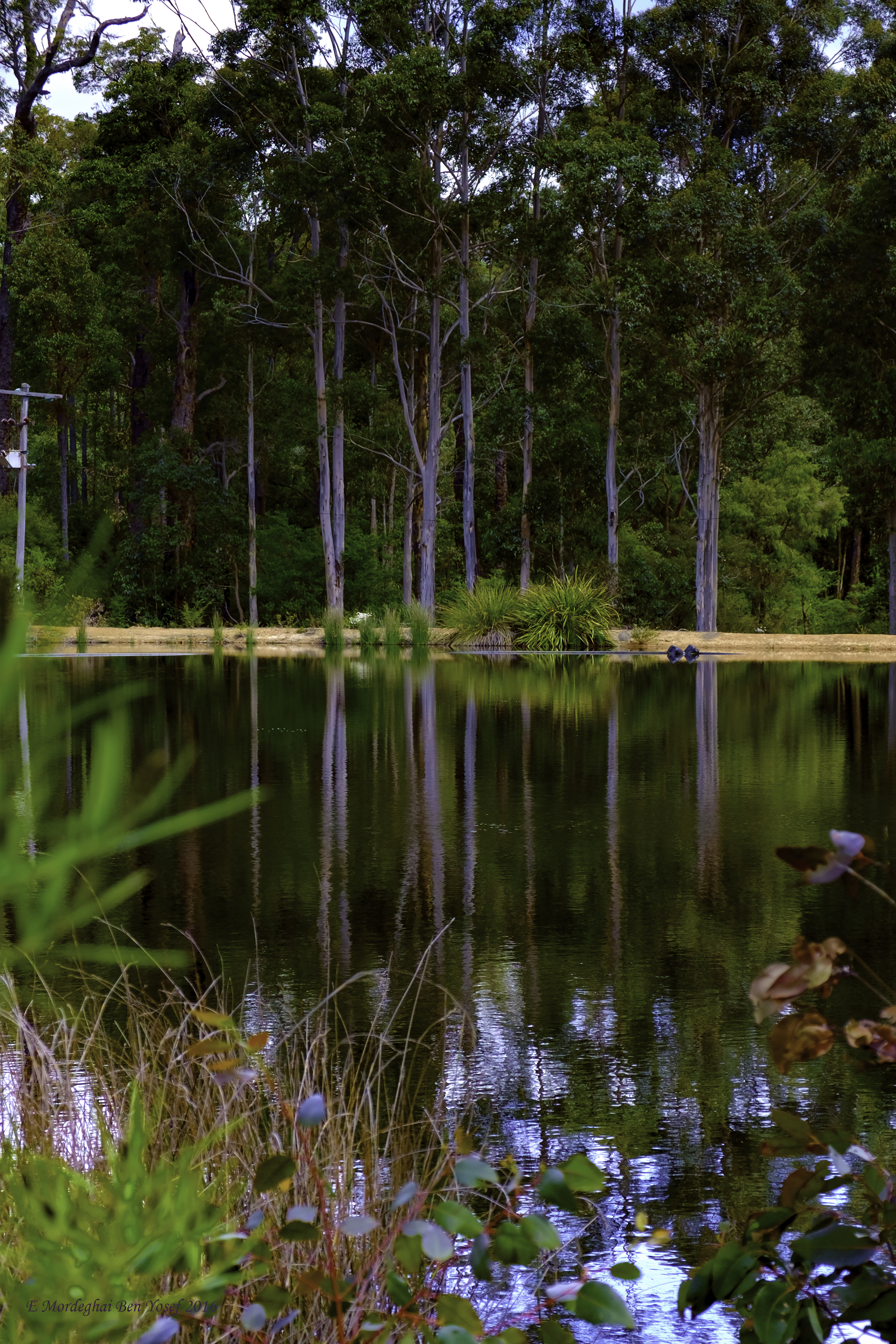

## Klimaat
De streek kent een gematigd mediterraan klimaat, Csb volgens de klimaatclassificatie van Köppen. De gemiddelde jaarlijkse temperatuur bedraagt 15 °C en de gemiddelde jaarlijkse neerslag 560 mm.